# Rudolf von Dressel

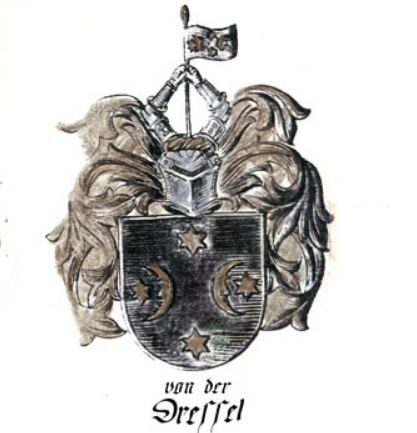
Dressel Wappen aus Johann Siebmachers "Wappenbuch" (1605)

Rudolf von Dressel (mittelhochdeutsch: Rule de Drysule; * um 1270) war ein sächsischer Ritter.
Er entstammte dem Adelsgeschlecht von Beenhausen. Rudolf von Dressel wanderte wie schon viele Ritter vor ihm im späten 13. Jahrhundert von Thüringen nach Sachsen aus. In einem Dokument von 1319 wird er als „dictus de Drysiule“ referenziert, was „welcher nun von Dreiseil genannt wird“ bedeutet. Er erhielt das Erblehen Dreiseil vom Herzog von Sachsen. Seine Nachfahren nahmen den Familiennamen „von Dressel“ in Anlehnung an die damalige phonetische Aussprache des Namens Dreiseil an. Rudolf von Dressel bzw. Rule de Drysule (Dresul, Drisule, Dreiseil) ist also der Stammvater des Dressel-Zweiges des Adelsgeschlechts von Beenhausen.